# Mariestad
Mariestad er en by og centralort i Mariestads kommune i Västra Götalands län i Sverige. Tidligere var Mariestad residensby i Skaraborgs län. Stednavnet Mariestad indeholder navnet 'Maria' i genitiv; tidligere var det stavet 'Mariæ', hvilket passer bedre med den moderne udtale 'Marie'. Mariestad kaldes i folkemunde "Vänerns perle", efter sin smukke beliggenhed ved søen Vänern.

## Historie
Byen blev grundlagt i 1583 af Gustav Vasas søn, hertug Karl, den senere konge Karl 9., som navngav byen efter sin hustru Maria af Pfalz. Byens og kommunens våben forestiller en okse, som stiger op af et vandløb. Dette refererer til noget Maria af Pfalz så ved åen Tidan i Mariestad.
Der findes to byer i Sverige som har domkirke, men ingen biskop: Kalmar og Mariestad. I 1583 dannedes af Värmland samt Vadsbo- og Valle härader i Västergötland en såkaldt superintendentia under ledelse af en præst med titlen superintendent. Denne fik sæde i Mariestad. Dette ophørte 1647 og området deltes: Mariestad ophørte som superintendentia, Karlstads superintendetia dannedes, og Valle og Vadsbo overgik til Skara stift. 1772 blev superintendenten i Karlstad biskop.
Mariestad har længe været en administrationsby, med såvel länsstyrelse som landstingets centralforvaltning. I forbindelse med dannelsen af Västra Götalands län forsvandt meget af statens og landstingets forvaltning fra byen.
Efter Anden verdenskrig har byen haft flere store industrier. Byen har haft både tændstikfabrik og bryggeri. Byens bryggerianer lever stadig gennem varemærket Mariestads, som er en øl der laves af Spendrups bryggeri (dog ikke i Mariestad).
- Mariestad
- Kunst i Mariestad. Nya torget og Stadshotellet i baggrunden
- Mariestads skærgård

## Trafik
Fra Mariestad kan man tage toget med Kinnekullebanan til Hova, Gårdsjö, Laxå, Hallsberg og Örebro i nord, og Hällekis, Lidköping, Vær, Herrljunga og Gøteborg mod syd. Til Gøteborg går direkte tog fra Mariestad. Rejsen dertil tager cirka to timer. I august 2006 leveredes nye Itino-tog, hvilket indebar et løft for komforten på strækningen.

Västtrafiks busser betjener Mariestad. Fra Mariestad kan man tage med bus bl.a. til Götene, Skövde, Töreboda og Gullspång.
Swebus servicerer også Mariestad. Med Swebus fra Mariestad kan man tage til Gøteborg, Örebro, Karlstad og Jönköping. Med Säfflebussen kan man tage direkte til Stockholm, Gøteborg, Trollhättan og Vänersborg.
Europavej E20 løber lige udenfor Mariestad. E20 har tre afkørsler til Mariestad.

## Eksterne kilder og henvisninger
1. ↑  Befolknings- og arealfakta fra SCB Tätorter; arealer, befolkning 2005  (opdateret 30 maj 2008)

- Wikimedia Commons har flere filer relateret til Mariestad
- Officiel webside